# Občané patrioti
Občané patrioti (zkratka OPAT) je české politické hnutí oficiálně zaregistrované 12. června 2014. Hnutí působí především v Plzeňském a Jihočeském kraji.

## Vedení hnutí
Hlavními představiteli hnutí jsou od července 2014 předseda Jan Michálek, místopředsedkyně Jaroslava Maříková a místopředseda Ludvík Rösch.

## Účast ve volbách

### Volby do zastupitelstev obcí

#### Rok 2014
Ve volbách do zastupitelstev obcí v roce 2014 hnutí získalo celkem 17 mandátů.

#### Rok 2018
Ve volbách do zastupitelstev obcí v roce 2018 hnutí neobdrželo žádný mandát.

#### Rok 2022
Ve volbách do zastupitelstev obcí v roce 2022 hnutí získalo celkem 3 mandáty.

### Volby do zastupitelstev krajů

#### Rok 2016
Ve volbách do zastupitelstev krajů v roce 2016 hnutí OPAT kandidovalo do Zastupitelstva Plzeňského kraje v rámci koalice „Starostové a Patrioti s podporou Svobodných a Soukromníků“. Koalice ve volbách získala 13 066 hlasů (tj. 8,15 %) a 4 mandáty (z toho 2 pro hnutí OPAT) v 45členném zastupitelstvu. Zastupiteli za hnutí OPAT se stali radní města Plzeň Michal Dvořák a filmař Václav Chaloupek.

### Volby do Senátu PČR

#### Rok 2016
Ve volbách do Senátu PČR v roce 2016 kandidoval za hnutí OPAT v obvodu č. 7 – Plzeň-město producent dětských pořadů Václav Chaloupek. V prvním kole získal 6 424 hlasů (tj. 18,41 %), skončil první, a postoupil tak do druhého kola. V něm zvítězil nad senátorkou Dagmar Terelmešovou se ziskem 8 966 hlasů (tj. 60,71 %).

#### Rok 2022
Ve volbách do Senátu PČR v roce 2022 kandidoval za koalici STAN a OPAT v obvodu č. 7 – Plzeň-město senátor Václav Chaloupek. V prvním kole obdržel 5 309 hlasů (tj. 12,03 %), skončil čtvrtý, a nepostoupil tak do druhého kola.

#### Rok 2024
Ve volbách do Senátu PČR v roce 2024 kandiduje za koalici, kterou tvoří ODS, TOP 09, OPAT a Monarchiste.cz, v obvodu č. 8 – Rokycany senátor Pavel Karpíšek, kterého rovněž podpořila SOCDEM. Kandidátkou koalice ODS a hnutí OPAT bude v obvodu č. 62 – Prostějov 1. náměstkyně primátora Prostějova Milada Sokolová.

## Volební výsledky

### Zastupitelstva obcí
| Volby | Mandáty  | Mandáty |
| Volby | Zvoleno  | ±       |
| ----- | -------- | ------- |
| 2014  | 17/62121 | ▲17     |
| 2018  | 0/61950  | ▼17     |
| 2022  | 3/61780  | ▲3      |

### Zastupitelstva krajů
| Volby | Kraj          | Kandidátní listina                                        | Hlasy  | Hlasy | Mandáty | Mandáty |
| Volby | Kraj          | Kandidátní listina                                        | Celkem | %     | Mandáty | Mandáty |
| Volby | Kraj          | Kandidátní listina                                        | Celkem | %     | Zvoleno | ±       |
| ----- | ------------- | --------------------------------------------------------- | ------ | ----- | ------- | ------- |
| 2016  | Plzeňský kraj | Starostové a Patrioti s podporou Svobodných a Soukromníků | 13 066 | 8,15  | 2/45    | ▲2      |

### Senát PČR
| Volby | Senátní obvod      | Kandidát         | Volební strana | Volební strana                    | Navrhující strana | Politická příslušnost | První kolo    | První kolo    | Druhé kolo    | Druhé kolo    |
| Volby | Senátní obvod      | Kandidát         | Volební strana | Volební strana                    | Navrhující strana | Politická příslušnost | Hlasy         | Hlasy         | Hlasy         | Hlasy         |
| Volby | Senátní obvod      | Kandidát         | Volební strana | Volební strana                    | Navrhující strana | Politická příslušnost | Celkem        | %             | Celkem        | %             |
| ----- | ------------------ | ---------------- | -------------- | --------------------------------- | ----------------- | --------------------- | ------------- | ------------- | ------------- | ------------- |
| 2016  | č. 7 – Plzeň-město | Václav Chaloupek |                | OPAT                              | OPAT              | OPAT                  | 6 424         | 18,41         | 8 966         | 60,71         |
| 2022  | č. 7 – Plzeň-město | Václav Chaloupek |                | STAN, OPAT                        | STAN              | OPAT                  | 5 309         | 12,03         | –             | –             |
| 2024  | č. 8 – Rokycany    | Pavel Karpíšek   |                | ODS, TOP 09, OPAT, Monarchiste.cz | ODS               | ODS                   | bude oznámeno | bude oznámeno | bude oznámeno | bude oznámeno |
| 2024  | č. 62 – Prostějov  | Milada Sokolová  | ODS, OPAT      | bude oznámeno                     | ODS               | ODS                   | bude oznámeno | bude oznámeno | bude oznámeno |               |